# 水酸化ルビジウム
水酸化ルビジウム（すいさんかルビジウム、Rubidium hydroxide、RbOH）は、ルビジウムの水酸化物である。強塩基であり、1個のルビジウムイオンと1個の水酸化物イオンより形成されるアルカリである。
水酸化ルビジウムは天然には存在しないが、酸化ルビジウムからの合成によって得ることができる。また、水酸化ルビジウムは少数の業者によって水溶液の形で市販され、腐食性の強い強塩基であるにも拘わらず現在のところ劇物の指定はない。
水酸化ルビジウムは高い腐食性を持つ。したがって、保護手袋や保護メガネなど適当な保護具を着用して扱わなければならない。

## 合成
水酸化ルビジウムは酸化ルビジウムを水に溶かすことによって合成される。
{\displaystyle {\ce {Rb2O(s)\ + H2O(l) -> 2RbOH(aq)}}}
また、硫酸ルビジウム水溶液に、計算量の水酸化バリウムを加えることにより、生じた硫酸バリウムの沈殿を除くこと、すなわち複分解で水溶液が得られる。
{\displaystyle {\ce {Rb2SO4\ +Ba(OH)2->2RbOH\ +BaSO4\downarrow }}}
また、水酸化ルビジウムは 50 - 99 % 水溶液または固体の形で 5g 単位で市販されている。

## 性質
無色の極めて潮解性の強い固体であり、ルビジウムイオンおよび水酸化物イオンよりなるイオン結晶である。水に対する溶解度、水和熱および溶解熱は水酸化カリウムよりさらに大きい
{\displaystyle {\ce {RbOH(s)\ +H2O(l)\ \rightleftarrows \ RbOH\cdot H2O(s)}}},　　　{\displaystyle {\mathit {\Delta }}H^{\circ }=-44.83{\mbox{kJ mol}}^{-1}}
{\displaystyle {\ce {RbOH(s)\rightleftarrows \ Rb^{+}(aq)\ +OH^{-}(aq)}}},　　　{\displaystyle {\mathit {\Delta }}H^{\circ }=-62.97{\mbox{kJ mol}}^{-1}}
水溶液中ではほぼ完全に電離し強電解質であり、希薄水溶液では水平化効果のため他のアルカリ金属の水酸化物と塩基性強度において差はほとんど認められないが、濃厚水溶液および融解状態では、水酸化ナトリウムおよび水酸化カリウムより強い塩基性を示し、その強度は水酸化セシウムに次ぐ。
固体および水溶液は二酸化炭素を吸収し、ガラスを徐々に腐食するなど他の強塩基に見られる典型的な性質を示すが、その性質は水酸化カリウムより強い。
{\displaystyle {\ce {2RbOH\ + CO2 -> Rb2CO3\ + H2O}}}

## 用途
水酸化ルビジウムより刺激が少なく安全な水酸化カリウムや水酸化ナトリウムが似たような反応をするため、水酸化ルビジウムが工業で使われることは稀少である。使われるのはもっぱら研究用で、それも高価なルビジウムの浪費を防ぐために慎重に扱われる。
水酸化ルビジウムが一般的な工業ではめったに使われていないのにもかかわらず、ほぼすべてのルビジウムの化合物の合成の中間体として現れる。

## 危険の防止
水酸化ルビジウムは皮膚と接触すると即座に熱傷を引き起こす腐食性化合物である。研究室では、アルカリ耐性の手袋または保護メガネを着用し、事故による接触を避ける。
この強塩基を希釈するときは、水の入ったビーカーにゆっくりと水酸化ルビジウムを加えなければならない。また、この化合物の化学実験では、発熱反応によって生成する大きな熱量による突沸や反応容器の破損に注意をはらう。